# Angelo Anquilletti
Angelo Anquilletti (* 25. April 1943 in San Donato Milanese (MI), Italien; † 9. Januar 2015) war ein italienischer Fußballspieler.
1968 gewann er mit der italienischen Nationalmannschaft die Fußball-Europameisterschaft im eigenen Land.

## Karriere

### Im Verein
Angelo Anquilletti begann seine Karriere beim Klub Solbiatese aus Solbiate Arno in der Serie D. 1964 wechselte er zu Atalanta Bergamo, für die er am 14. November 1964 beim 1:0-Auswärtssieg bei Cagliari Calcio sein Serie-A-Debüt gab. Nach zwei Spielzeiten in Bergamo wechselte der Abwehrspieler zur Saison 1966/67 zur AC Mailand, wo er bis 1977 spielte. Mit Milan, für die er insgesamt 418 Partien absolvierte, gewann Anquilletti unter Trainer Nereo Rocco die italienische Meisterschaft, zweimal die Coppa Italia, den Europapokal der Landesmeister, den Weltpokal sowie zweimal den Europapokal der Pokalsieger.
Im Sommer 1977 wechselte Angelo Anquilletti zur AC Monza in die Serie B, wo er 1979 seine aktive Laufbahn beendete.

### In der Nationalmannschaft
Im Jahr 1968 wurde Angelo Anquilletti, ohne jemals ein Länderspiel bestritten zu haben, von Trainer Ferruccio Valcareggi in den Kader der italienischen Nationalmannschaft für die Europameisterschaft im eigenen Land berufen. Der Abwehrspieler absolvierte zwar keine Partie beim Turnier, konnte mit seiner Mannschaft nach dem 2:0-Finalsieg gegen Jugoslawien aber dennoch den Gewinn des EM-Titels feiern.
Sein Debüt in der italienischen Nationalmannschaft gab Anquilletti am 1. Januar 1969 beim 3:2 gegen Mexiko, als er in der 72. Minute für Roberto Rosato eingewechselt wurde. Vier Tage später absolvierte er gegen denselben Gegner sein zweites und letztes Länderspiel für Italien.
Während seiner gesamten Laufbahn hatte Anquilletti in der Squadra Azzurra nie die Chance, Stammspieler zu werden, da er auf seiner Position mit Tarcisio Burgnich einen äußerst starken Konkurrenten hatte.

## Erfolge

### Im Verein
- Italienische Meisterschaft: 1967/68
- Coppa Italia: 1966/67, 1971/72, 1972/73, 1976/77
- Europapokal der Landesmeister: 1968/69
- Weltpokalsieger: 1969
- Europapokal der Pokalsieger: 1967/68, 1972/73

### In der Nationalmannschaft
- Europameister: 1968